# 乔瓦尼·巴蒂斯塔·佩尔戈莱西
乔瓦尼·巴蒂斯塔·佩尔戈莱西（義大利語：Giovanni Battista Pergolesi；1710年1月4日—1736年3月17日），意大利作曲家。15岁即在洛雷托圣母音乐院学习，22岁时为那不勒斯大地震而作弥撒曲，大获成功。代表作幕间剧《女仆作夫人》（1733年）。26岁时长期肺结核医治无效去世，临终前所作《圣母悼歌》为十八世纪经典音乐作品。他是意大利喜剧歌剧的先驱，并对欧洲喜歌剧和古典时期音乐风格的发展有重大影响。

## 外部連結
- . . New York: Robert Appleton Company. 1913.
- 互联网档案馆中乔瓦尼·巴蒂斯塔·佩尔戈莱西的作品或与之相关的作品
- 公有領域聲樂檔案館上乔瓦尼·巴蒂斯塔·佩尔戈莱西的作品
- 乔瓦尼·巴蒂斯塔·佩尔戈莱西的免费乐谱，由国际乐谱典藏计划提供
- 乔瓦尼·巴蒂斯塔·佩尔戈莱西的樂譜，来自乌托邦计划